# Proletarec
Proletarec je generacijski roman Miroslava Slane, ki je izšel leta 1983 pri založbi Obzorja v Mariboru. Gre za kritično analizo družbe 70. let 20. stoletja, izpostavljeno je študentsko gibanje v letih 1968–1972.

## Nastanek dela
Roman je deležen več oznak. Avtor ga opredeljuje za "tekst z revolucionarno vsebino", ki se ga lahko bere kot "samoupravni akt". Taras Kermauner ga označi za "sociološki, kulturno-politični, psihološki in politični tekst". V njem je analizirana moderna družba "brez rokavic in sončnih očal". Četudi roman ni avtobiografski, se v glavnem liku Petru Košenini vidi predvsem Slanovo izražanje bolečine.
Roman je bil založbi Obzorja predložen že 1978, izšel pa šele 1983 (z letnico 1981). Uradno izidu ni nihče nasprotoval, a je založba izid romana brez pojasnila odlagala. Leta 1979 je bil rokopis poslan v tiskarno, vendar je Herman Vogel avtorju v pismu 12. junija 1980 sporočil, da je založba po sklepu uredniškega odbora začasno ustavila tiskanje romana zaradi pripomb na račun "anahronističnih" "političnih pasusov". Predlagali so tudi izpustitev dela 2. poglavja o študentskih demonstracijah, začetek 4. poglavja, del 6. poglavja o zgodbi s potnim listom in zamejcih, konec zadnjega poglavja in izpustitev celotnega 13. in 15. poglavja. Tako je moral avtor skleniti kompromis z uredništvom in je določene dele oblikovno spremenil. Podporo mu je v pismu 16. 9. 1981 ponudil Taras Kermauner. Za pomoč je avtor neuspešno zaprosil Društvo slovenskih pisateljev in celo razmišljal o objavi v tujini, a se je raje izognil morebitnim očitkom, da piše emigrantsko literaturo in ker je delo namenil domačim bralcem. Avtor je na literarnem srečanju na Štatembergu z naslovom Usoda mojega rokopisa s svojim prispevkom Zakaj zapiramo knjige namesto hudodelcev (Nova revija 1982/83, št. 9) napadel "demagoško psihologijo zasebništva" v slovenskem založništvu. Kasneje je bil roman predmet številnih polemik o založništvu, svobodnemu izdajanju literarnih del in položaja mladih slovenskih avtorjev v družbi.

## Vsebina
Glavna oseba je Peter Košenina, njegov protagonist pa je družba. Več o njem izvemo v prvem poglavju, ko ga miličnik ustavi zaradi kaljenja nočnega reda in miru. Zaradi gmotnega položaja in sodelovanja v protestnem študentskem gibanju ni dokončal študija na filozofski fakulteti, kar potrdi »zamaščeni indeks«. Z nedokončanim študijem se preživlja kot fizični delavec pri pretovarjanju blaga v skladišču. Živi s papigo v zanemarjenemu podnajemniškem stanovanju v »farmi podnajemnikov«, ki jo upravljata farmar in lajnarica, strupen par, ki sta do premoženja prišla nezakonito. Iz hiše sta v dom upokojencev strpala prejšnjo lastnico – staro Genovefo, ki je v domu znorela. Peter se v stanovanju ne počuti dobro, dvomi o lastnem in o človeškem poslanstvu. Negativna občutja preganja z alkoholom, drogami in čezmerno seksualnostjo. Pred tem je živel pri »hausfraui«, ki je sprva zanj dobro skrbela, a ga je pozneje zaradi neporavnanih obveznosti sredi zime vrgla na cesto. Zahaja v kolodvorsko restavracijo, če je zaprta, pa na poškodbeni oddelek bolnišnice, kjer osuplo opazuje poškodovance.
Ko zboli za gripo, ga začne zalezovati "najvišji najvišjih karieristov", da bi za šop deviz odšel na Švedsko, in tam »zanj nekaj malega delal«. Toda Petrov ponos prevlada in ponudbo ogorčeno odkloni hladno in brezobzirno barantanje.
Zaplete se z »obrazilom a«, ki je nezakonska hči nekega glasbenika. Mame ni poznala, oče jo je silil, da bi postala pevka (iz tega sledi tudi vzdevek »Visoki c«). Z njo ima Peter prvinski, skoraj živalski erotični odnos.
Čez čas pride do požara v farmarjevem stanovanju. V časopisu piše, da naj bi ga zanetila papiga. K Petru se papiga res vrne osmojena, Peter ta požar interpretira kot maščevanje farmarju za zlo, ki ga je bil kot podnajemnik deležen. A pade v še večjo farmarjevo nemilost. Ta mu izprazni stanovanje in odstrani okno, tako je Peter prisiljen prebivati v mrzlem stanovanju, vmes pa preživi pri družini "obrazila a" v obmorskem pristaniškem mestu. Skuša se preseliti k sorodnikom v Avstralijo, vendar ne more urediti potrebnih dovoljenj za potovanje papige. Farmar ga skuša celo umoriti, vendar ta pade skozi odprto okno in se ubije. Peter dokončno zapusti svoj "brlog" in se odpravi k prijatelju krojaču, ki mu že celo večnost šiva novo obleko. Je flegmatični sanjač, ki načrtuje gradnjo nove hiše, za njeno gradnjo računa, da se bo zavlekla za vsaj tri rodove. Z njim Peter odkrije strast do kuhanja in začne delati v gostilni Pri treh volkovih. Po dolgih letih spet sreča staro znanko iz otroštva "Breskvico" in se z njo zaplete v razmerje. 
Odpravi se na delo v tujino. Toda vlak, s katerim potuje, doživi nesrečo, v njej pa umre njegova papiga. Ostane mu le še "Breskvica". Sklene, da se z njo ustali in zaživi normalno življenje.

## Odzivi
Prve ocene romana so nastale že pred njegovim izidom, večina teh neuradno v obliki pisem. Najobširneje ga je obravnaval Ivan Kreft v pismu z 29. 10. 1978. V njem piše o odnosih med potrošniško družbo, ki jo predstavljajo papiga, prividi, sanje in tudi »pretirani seks« in socializmom, kar je pripeljalo do dveh družb, uradne in neuradne, ter do nove razslojenosti družbe, kjer je en del živel v izobilju, drugi pa v pomanjkanju informacij. Roman vrednoti pozitivno, saj naj bi branje nanj »vplivalo blagodejno«. 
Jože Šifrer v Delu piše, da roman ne prikazuje proletarca v klasičnem smislu, temveč kot osebnost, ki »iz svoje fiziološke-psihične razkrojenosti vrednoti svet okoli sebe.« Njegove lastnosti pripiše absurdnim socialnim, političnim in moralnim faktorjem, ki krojijo moderni svet. V Petru vidi nekaj »tragično donkihotskega«, razpravlja o »splošnih družbenih zadevah«, predvsem o anomalijah in moralnih vrednotah družbe. Zgradbo opiše kot »mozaik ironično-satiričnih prebliskov, abstraktnih asociacij in sanj, individualnih impresij in nenadnih preobratov«. Slog označi kot »nevsakdanji, novotarski, moderen«.
Viktor Konjar roman opiše kot »bolestno krčeviti samogovor pisateljevega evidentnega alter ega »proletarca« Petra Košenine«. Vsebino označi kot »gostobesedno, pomensko nabito narativno prejo, ki niza pred naš pogled celo paleto likov, prizorov in razmerij v »trebuhu« in »črevesju«, nekje tam spodaj, pod polakirano površino časa«. Roman označi kot »izpovedni hudournik«, »razcefrano pisateljsko prejo, avtorjev izčiščevalni samogovor«, »avtorjevo refleksijo«. 
Bralec, ki bo zmogel toliko poguma, da se bo prebil skozi zajetno knjigo in se sprijaznil z nenavadnim samonagovarjanjem glavnega junaka, bo lahko sprevidel, da v knjigi razen njene nedodelanosti (ki je menda hotena) ni nič takega, kar bi izstopalo iz poprečnosti sodobne literarne tvornosti. Morda bo branje zaključil celo z malce jeze, ker bo namesto s proletarcem ves čas branja drugoval z meščanskim upornikom, obrobnežem, ki samega sebe sicer naziva proletarca, je pa vse drugo kot to, če seveda proletarca razumemo predvsem kot delavca, pa naj bo v takšnih ali drugačnih proizvodnih in družbenih odnosih. Glavni junak Slanovega romana je študent, ki je pustil študij, občasni pijanec in narkoman, pohotnež prve vrste, aforistični mislec, ki gleda svet kot gnojnico, o sebi pa ima vzvišeno mnenje, da je idealist, ukvarja se z jogo, bil je v študentski „revoluciji", hoče biti vest družbe, pa ves čas končuje svoje kratkotrajne in šibke napore z že skoraj sentimentalno jezljivostjo nad nespremenljivostjo razmer. V mnogočem spominja na prežvečeni tip upornika brez razloga. Skratka, če je kaj proletarca v tej stvaritvi, je možno le, ako to besedo povežemo v drug pojem — lumpenproletarec. To bi bil tudi ustrezen naslov knjige,razen seveda, če ni avtor proletariat (delavski razred) odrešil njegove bistvene povezave z delom.

Milan Markelj
Taras Kermauner v razpravi z naslovom Deklasirančev lik (odlomek je v knjigi objavljen kot spremna beseda) piše: "Proletarec je v enaki meri sociološki kot kulturno politični, psihološki in poetični tekst. Prozno tkivo se odvija okrog osnovnih metafor, ki se, v variacijah, manično obnavljajo. Pisatelj se vidi v lastni realiteti, ne pobeguje v imaginativno — kot nemajhen del mlajše slovenske literature — predvsem pa si je na jasnem o naravi svojega junaka oziroma sveta, v katerem prebivamo."
Proletarec je mešanica fantastične proze in grotesknih ekskurzov, patetičnih samogovorov in konkretne poezije, najpogosteje pisana v drugi osebi ednine, ki se tako koncipirana dviguje v zanosne tone junakovega samoobvladovanja. Junak je namreč Proletarec, tako sam sebe pogosto nagovarja in tako ga poznajo širom sveta, kjer blodi, kot se spodobi, vedno novim alegorijam naproti. Glede na pripovedovalca, ki se vidi v heroični distanci druge osebe, in glede na nepovezane epizode, ki služijo raje posebej poudarjeni "ideji" kot pa zgodbi, ter enodimenzionalni fabulativni kuliseriji okolja, ki je tu samo zaradi močne barvne in drastične razlike junaški postavi blodečega ideala, je jasno, da imamo opraviti s plakatno politično "alegorijo". Tudi te so seveda potrebne in zanimive, če so, kot vse reči na svetu, dovolj znosno izdelane.
/.../
Knjiga je bizarna in neuravnovešena podoba idealov sedemdesetih let (ali vsaj to hoče biti), ki žal ne zmore nobene strani brez slogovnih in tehničnih pomanjkljivosti in brez ideološke cenenosti. Nikakor pa ni razumljivo, da ni mogla ugledati luči sveta zaradi (neznanih) cenzurnih popadkov, ki so morali biti tedaj še na mnogo nižji ideološki in politični ravni, kot je sam Proletarec. Kljub vsem pomanjkljivostim seveda ni potrebno preprečevati izida takšnih del, dokler izhaja pri nas še mnogo več mnogo bolj trivialne pisarije.

Aleksander Zorn
Kot je znano, so neznani "mehanizmi" zadrževali izid tega romana dobro leto in več, nihče pa baje ni povedal, kaj da je v knjigi tako sporno, da ne sme takoj na beli dan... No, zdaj je roman tu: pravzaprav je določeno presenečenje; Slana je v njem dosegel tako rekoč več, kot zmore (pač glede na njegove dosedanje pesmi, radijske igre idr. ). V širokem zamahu je izpovedal, kar ga muči, in zgradil modernistično pripovedno zgradbo. V njej se je razdal ves in scela ter prizadeto izrazil neko (svojo) izkušnjo o svetu.
/.../
Reči je, da "proletarčeva" kritika in njegove tožbe nad zlo resničnostjo niso površinske, pripomniti pa zlasti velja, da ne izvirajo samo iz vnanjih, torej ne samo iz socialnih razlogov. Temelj njegove vznemirjenosti je v tragičnem minevanju naše eksistence: življenje je zanj — kot je nekje zapisano — "stroj za uničenje teles" — s tem pa tudi vsega dobrega in idealnega, za kar takšno silovito gori njegova duša... Že v tej luči se študentova kritika zazdi globlja, izhajajoča — če naj tako zapišem —  iz območja pristnega "revolta". Knjiga torej ne išče senzacij, ampak skuša prinesti na dan neko posebno človeško prizadetost.

Jože Horvat